# Alvis 4.3 litre
La Alvis 4.3 litre è un'autovettura prodotta dalla casa automobilistica britannica Alvis dal 1936 al 1940.

## Descrizione

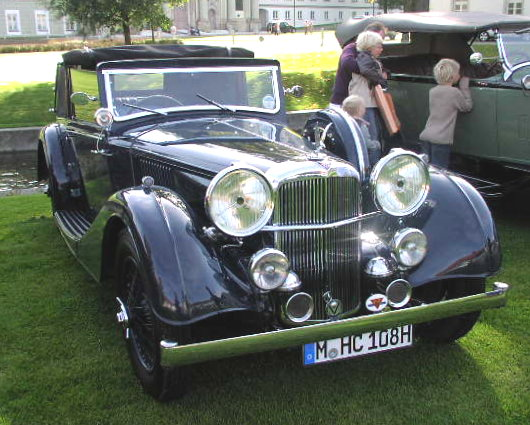
Una Alvis 4.3 litre cabriolet

La Alvis 4.3 litre fu realizzata per sostituire la Alvis 3½ litre. Nel 1936 venne introdotta la 4,3 litre SA che aveva un motore in linea a sei cilindri avente una cilindrata di 4.387 cm³ (alesaggio × corsa = 92 mm x 110 mm), dotato di tre carburatori SU ed erogante una potenza di 137 CV (101 kW) a 3600 giri/min.
Il telaio era disponibile con passo corto da 3.150 mm o lungo da 3.226 mm. La larghezza della carreggiata era la stessa della 3½ litre, pari a di 1.422 mm, dalla quale riprendeva anche le sospensioni con al retrotreno un assale rigido con molle a balestra semiellittica e all'avantreno sospensioni a ruote indipendenti con molle a balestra. La velocità massima era di 161 km/h.
La 4,3 litre era disponibile in tre configurazione di carrozzeria: berlina, cabriolet e turismo. La Alvis consegnava solitamente solo il telaio e la meccanica, con il cliente che in seguito faceva installare la scocca da un carrozziere per conto di terzi. Nel 1940 la produzione del 4.3 litre fu interrotta a causa dello scoppio della seconda guerra mondiale, che costrinse la Alvis a convertire i propri impianti alla produzione bellica.